# 王建俊
王建俊（1952年—），安徽凤阳人，汉族，中华人民共和国政治人物、第十一届全国人民代表大会解放军代表。
毕业于西安政治学院法律专业，是中共党员。担任太原卫星发射中心、总装备部第21试验训练基地（中国核试验基地）政委。2008年起担任全国人大代表。